# Òquim
Segons la mitologia grega, Òquim (en grec antic Ὄχιμος, Ókhimos) va ser un dels Helíades, un dels set fills d'Hèlios i de la nimfa Rode.
Òquim i el seu germà Cèrcaf es van quedar a l'illa de  Rodes, mentre els altres germans, Actis, Càndal, Màcar i Tríopas van fugir després d'haver mort el setè, Tènages. Òquim, que era el primogènit, va regnar a Rodes. Es va casar amb una nimfa de l'illa, anomenada Hegetòria, i amb ella va tenir Cidipa, que es va casar amb el seu oncle Cèrcaf. Ell va succeir al seu germà en el tron.
Una altra tradició explica que Òquim havia promès la seva filla Cidipa a un tal Ocridió. Però quan Ocridió va enviar un herald a buscar-la, Cèrcaf, enamorat de la seva neboda, la va robar i va fugir amb ella ben lluny. Va tornar molt més tard, quan Òquim ja era vell. Aquesta llegenda explicava el costum dels rodis de no deixar entrar els heralds al santuari d'Ocridió.